# المیر ساتماری
اِلِمیر ساتماری (مجاری: Elemér Szathmáry; ۱ ژانویهٔ ۱۹۲۶ – ۱۷ دسامبر ۱۹۷۱) شناگر اهل مجارستان بود.